# SpVgg Ansbach 09
Die Spielvereinigung Ansbach 09 e. V. ist ein Sportverein aus Ansbach in Mittelfranken mit Abteilungen für Fußball, Karate, Tennis und Pétanque.

## Geschichte
Die Fußballabteilung des TV 1860 Ansbach wurde im Jahr 1909 gegründet. Während des Ersten Weltkriegs war die Abteilung für drei Jahre aufgelöst. Die 1917 gegründete SpVgg Ansbach 09 knüpfte bewusst an die Geschichte der Fußballabteilung des TV an und trug sich im Vereinsregister mit dem Gründungsjahr 1909 ein. Der neue Verein hatte jedoch auch im 1. FC 1912 Ansbach einen Vorläufer. Ein Höhepunkt der frühen Fußballgeschichte war 1928 die Meisterschaft in der A-Klasse Mittelfranken und der im Entscheidungsspiel gegen den 1. FC Zirndorf errungene Aufstieg in die Kreisliga, aus der im Jahr 1937 wieder der Abstieg erfolgte. 1945 wurde der Verein infolge des Zweiten Weltkriegs aufgelöst. Die Ansbacher Sportvereine bildeten gemeinsam den Sportverein Ansbach. Dieser wurde am 30. Oktober 1948 aufgelöst und in Turn- und Sportverein Ansbach umbenannt. 1951 wurde schließlich aus der Fußballabteilung heraus die SpVgg Ansbach 09 wiedergegründet. 1953 gelang der Aufstieg in die damals viertklassige 2. Amateurliga Bayern. Nach dem Abstieg 1955 gelang ein Jahr später der prompte Wiederaufstieg. Der Bau zweier Rasenplätze auf den vereinseigenen Sportplätzen an der Türkenstraße in den 1960er Jahren garantierte die Fortsetzung des Spielbetriebs. Durch Ligareformen rutschte der Verein wieder aus der Viertklassigkeit ab. In der Saison 1977/78 spielte die A-Jugend in der damals höchsten Jugendspielklasse, der Bayernliga. Der 1. Herrenmannschaft gelang in der Saison 1984/85 erneut der Aufstieg in die vierthöchste Spielklasse, die Landesliga Mitte. Ein Jahr später gelang die Qualifikation für die Hauptrunde des DFB-Pokals. Gegen den SV Waldhof Mannheim schieden die Ansbacher vor 6000 Zuschauern jedoch mit einer 0:3-Niederlage aus.
Ende der 90er Jahre erlebte die SpVgg Ansbach 09 ihre erfolgreichste Zeit. Nachdem mit dem Aufstieg in die Bayernliga erneut die Viertklassigkeit erreicht wurde, gelang trotz verhältnismäßig geringem Etat und mit dem Motto „Kult statt Kohle“ nach nur zwei Spielzeiten als Meister sogar der Aufstieg in die Regionalliga Süd. Dort bestand während der Saison 2001/02 aber letztlich keine Chance gegen die starke Konkurrenz. Im Kader waren mit Ausnahme des Nürnberger Ex-Profis Hans-Jürgen Brunner ausschließlich Spieler, die zuvor nie höherklassig gespielt hatten. So verlor der Verein gegen den späteren Tabellenvierten VfR Aalen zu Hause 0:4, auswärts gar 0:7. Anfangs konnte man allerdings noch gut mithalten und z. B. sowohl beim FC Rot-Weiß Erfurt (1:0) als auch beim späteren Aufsteiger Eintracht Trier (3:2) gewinnen. Eine Serie von 12 sieglosen Spielen zwischen dem 21. und 33. Spieltag ließ den Verein jedoch bis auf den vorletzten Tabellenplatz abstürzen. Mit einem Heimsieg gegen die Kickers Offenbach (3:1) verabschiedeten sich die Ansbacher Fußballer nach nur einem Jahr wieder aus der Regionalliga. Nach dem Abstieg aus der Regionalliga Süd landete die SpVgg Ansbach wieder in der Bayernliga, spielte dort jedoch stets gegen den Abstieg. Am Ende der Saison 2004/05 stieg der Verein nach den Relegationsspielen gegen den FC Bayern Hof und den FC Kempten wieder in die Landesliga Mitte ab. Nach einer erfolgreichen Saison 2006/07 gelang als Meister der Landesliga Bayern Mitte wieder der Sprung in die Bayernliga. In der Saison 2007/08 konnte durch den 13. Platz der Klassenerhalt gesichert werden. Durch den Einzug in das Finale des Toto-Pokals qualifizierte sich der Klub für die erste Hauptrunde des DFB-Pokals 2008/2009. Die SpVgg Ansbach traf am 10. August 2008 im Ansbacher Sportpark auf den Bundesligisten Karlsruher SC. Das Spiel endete 0:5.
2010 musste die Mannschaft nach einem 15. Tabellenplatz und einer Niederlage im Relegationsspiel gegen den 1. FC Schweinfurt 05 aus der Bayernliga absteigen. 2014 wurde die Meisterschaft in der Nordwest-Staffel der Landesliga gewonnen und damit die Rückkehr in die Bayernliga erreicht. Im Jahr darauf erfolgte nach der Relegation der erneute Abstieg, dem der direkte Wiederaufstieg folgte.
Die Saison 2021/22 in der Bayernliga Nord konnte der Verein auf dem zweiten Platz beenden, wodurch er zur Teilnahme an den Relegationsspielen zur Regionalliga Bayern berechtigt war. Der Gegner war der SC Eltersdorf. Das Hinspiel konnte die Mannschaft zuhause 2:0 gewinnen. Auch im Rückspiel führte sie bis zur 82. Minute mit 1:0, bis plötzlich innerhalb von fünf Minuten zwei Tore für Eltersdorf fielen. Da keine weiteren Tore fielen, blieb es für Eltersdorf im Rückspiel nur bei einem 2:1, wodurch das Ergebnis nach Hin- und Rückspiel 2:3 für Ansbach betrug. Damit stieg die SpVgg Ansbach 09 zur Saison 2022/23 in die viertklassige Regionalliga Bayern auf.
Die Saison 2022/23 begann vielversprechend. Nachdem die „Nullneuner“ am ersten Spieltag der neuen Saison einen Auswärtspunkt beim SV Wacker Burghausen einfahren konnten, gelang der Mannschaft um Trainer Christoph Hasselmeier die große Überraschung des zweitens Spieltags. Vor knapp 3.700 Zuschauern gewann der Aufsteiger aus Ansbach im Xaver-Bertsch-Sportpark gegen die hoch favorisierte zweite Mannschaft des FC Bayern, die in der Saison 2021/2022 den zweiten Platz belegte, mit 2:0. Darauf folgten das Ausscheiden in der ersten Hauptrunde des bayerischen Verbandspokals gegen den eine Klasse tiefer spielenden ATSV Erlangen aus der Bayernliga Nord (9:10 im Elfmeterschießen) und die drei Spieltage andauernde Niederlagen-Serie, wobei die 1:7-Niederlage bei den Würzburger Kickers, die auch gleichzeitig die höchste Saison Niederlage war, den vorläufigen Tiefpunkt setzte. Im Anschluss kämpften sich die Ansbacher zurück und belegten am Schluss der Hinrunde den 14. Tabellenplatz. Die gesamte Rückrunde war vom Abstiegskampf geprägt, der sich ab dem 36. Spieltag zuspitzte, nachdem die SpVgg Ansbach nach einer 0:2 auswärts-Niederlage gegen den FV Illertissen den 14. Tabellenplatz an die DJK Vilzing abgeben musste und sich somit auf dem 15. Platz wiederfand, der die Relegation bedeutete. Die letzten beiden Spieltage waren von einem packenden und spannenden Fernduell um den direkten Klassenerhalt geprägt, in dem sich die Nullneuner trotz zweier Siege (5:2 Augsburg II und SV Heimstetten 2:0) knapp der DJK Vilzing und der Türkgücü München geschlagen geben mussten. Am Ende entschied die Tordifferenz, da beide Teams die gleiche Punktzahl erringen konnten und im direkten Vergleich, der in der Regionalliga Bayern bei Punktgleichheit herangezogen wird, ebenfalls zu einem Unentschieden führte, über den direkten Klassenerhalten. Somit musste die SpVgg Ansbach in die Relegation. Im Vergleich zu den vergangenen Jahren mussten zwei Spielrunden ausgetragen werden, da zu diesem Zeitpunkt noch nicht sicherstand, ob die SpVgg Unterhaching ihre Aufstiegsspiele zur dritten Liga für sich entscheiden würde. Sollte ihnen dies gelingen, könnten zwei der vier Relegationsteilnehmer einen Startplatz in der kommenden Regionalliga-Saison erhalten.
In der ersten Runde traf die SpVgg Ansbach auf die DJK Gebenbach, den Vizemeister aus der Bayernliga Nord, die nach Hin- und Rückspiel mit 6:2 bezwungen werden konnte (4:1 in Gebenbach und 2:1 vor eigenem Publikum). Im „Finale“ der Relegation mussten die Nullneuner gegen den FC Memmingen antreten, der in der ersten Runde seinerseits den VfB Eichstätt bezwingen konnte. Der Sieger der beiden Partien konnte sich schonmal über den Klassenerhalt freuen, während der Verlierer auf die Schützenhilfe der SpVgg Unterhaching hoffen musste. Das Hinspiel endete mit einem 1:1-Remis vor ca. 1500 Zuschauern in der Memminger Arena. Hierbei hatten die Ansbacher in der zweiten Halbzeit Pech, da sie innerhalb von zehn Minuten dreimal das Aluminium trafen. Doch nur ein Tag später ließ die SpVgg Unterhaching beide Seiten etwas hoffen, denn die Unterhachinger gewann ihr Hinspiel in Cottbus mit 2:1. Im Rückspiel verlor die SpVgg Ansbach im eigenen Stadium vor rund 2500 Zuschauern gegen den FC Memmingen. Die Gäste erwiesen sich in diesem Spiel abgezockter und feierten nach einem nicht unverdienten 3:1-Sieg den Aufstieg. Bei den Ansbacher begann ab diesem Zeitpunkt das große Zittern, denn nach dieser bitteren Niederlage konnte nur noch der Aufstieg der SpVgg Unterhaching in die dritte Liga die Ansbacher vor dem Abstieg retten. Wiederum nur zwei Tage später feierte die SpVgg Ansbach den Klassenerhalt und die Qualifikation für die Fußball-Regionalliga Bayern 2023/24, nachdem Unterhaching durch ein 2:0-Erfolg den Aufstieg in die dritte Liga perfekt machen konnte.

## Kader 2024/25
Stand: 3. April 2025
| Nr.        | Nat.        | Spieler           | Geburtstag    | Vertrag seit | letzter Verein        |
| ---------- | ----------- | ----------------- | ------------- | ------------ | --------------------- |
| Tor        |             |                   |               |              |                       |
| 01         | Deutschland | Sebastian Heid    | 18. März 1994 | 01.07.2015   | eigene Jugend         |
| 24         | Deutschland | Heiko Schiefer    | 1. Juli 1999  | 01.07.2019   | eigene Jugend         |
| 31         | Deutschland | Luis Brisske      | 24. Okt. 2006 | 01.01.2024   | eigene Jugend         |
| Abwehr     |             |                   |               |              |                       |
| 02         | Deutschland | Michael Belzner   | 21. Nov. 1995 | 01.07.2014   | eigene Jugend         |
| 03         | Frankreich  | Rhani Abdennour   | 12. Juli 2005 | 02.07.2024   | 1. FC Saarbrücken     |
| 04         | Deutschland | Jonas Bayerlein   | 17. Feb. 2000 | 01.07.2019   | eigene Jugend         |
| 15         | Deutschland | Lukas Oberseider  | 29. Juni 2004 | 01.07.2023   | eigene Jugend         |
| 20         | Bulgarien   | Tom Abadjiew      | 17. Mai 1993  | 01.07.2018   | DJK Ammerthal         |
| 23         | Deutschland | Matthias Hahn     | 14. Apr. 2000 | 01.07.2024   | FSV Hollenbach        |
| 25         | Deutschland | Eric Weeger       | 2. Feb. 1997  | 28.08.2020   | TSV 1860 München      |
| Mittelfeld |             |                   |               |              |                       |
| 06         | Deutschland | Tobias Dietrich   | 15. Okt. 1996 | 01.07.2017   | ASV Neumarkt          |
| 07         | Deutschland | Daniel Schelhorn  | 15. Feb. 1998 | 10.08.2020   | TSV Ilshofen          |
| 08         | Deutschland | Niklas Seefried   | 4. Juli 2000  | 01.07.2019   | eigene Jugend         |
| 11         | Deutschland | Tarkan Üçünçü     | 27. Dez. 2002 | 01.07.2024   | 1. SC Feucht          |
| 13         | Deutschland | Finn Haag         | 1. Nov. 2005  | 01.02.2024   | eigene Jugend         |
| 17         | Deutschland | Lukas Schmidt     | 29. Nov. 1996 | 19.08.2022   | TSV Crailsheim        |
| 27         | Deutschland | Björn Angermeier  | 30. Sep. 2002 | 01.07.2024   | FV Fortuna Neuses     |
| 28         | Deutschland | Nico Hayer        | 2. Apr. 2005  | 01.07.2024   | 1. FC Heidenheim U19  |
| 29         | Deutschland | Riko Manz         | 25. Sep. 1999 | 01.07.2019   | eigene Jugend         |
| 30         | Deutschland | Jonas Sauerstein  | 8. Nov. 2001  | 01.07.2020   | eigene Jugend         |
|            | Deutschland | Carlo Schwarzer   | 13. März 2006 | 01.07.2024   | eigene Jugend         |
| Angriff    |             |                   |               |              |                       |
| 09         | Deutschland | Michael Sperr     | 14. Jan. 2000 | 01.07.2019   | eigene Jugend         |
| 10         | Deutschland | Patrick Kroiß     | 4. Sep. 1994  | 01.07.2013   | eigene Jugend         |
| 19         | Turkei      | Tanyel Deliboyraz | 18. Sep. 2004 | 01.07.2023   | eigene Jugend         |
| 22         | Deutschland | Sven Landshuter   | 4. März 1997  | 01.07.2017   | Würzburger Kickers II |
|            | Deutschland | Luca Kohler       | 30. Jan. 2006 |              | eigene Jugend         |

## Bekannte Spieler
- Hans-Jürgen Brunner, langjähriger Profi des 1. FC Nürnberg, führte die Mannschaft 2001 als Spieler und Co-Trainer zum Aufstieg in die Regionalliga Süd. Trainer von 2003 bis 2005 und von 2009 bis 2010, dazwischen Sportkoordinator.
- Sandro Cescutti gehörte zur Aufstiegsmannschaft 2001 und zum Regionalligakader. Erregte in der Regionalligasaison positive Aufmerksamkeit und wurde vom Bundesligisten TSV 1860 München verpflichtet, kam aber nie zu einem Bundesligaeinsatz. War anschließend Spieler bei der TSG 1899 Hoffenheim, bevor er zum VfR Aalen wechselte.
- Der ehemalige Nationalspieler Georg Volkert spielte in der Jugend der Ansbacher. 1962 verpflichtete der 1. FC Nürnberg, mit dem er 1968 deutscher Meister wurde, den Jugendspieler gegen Zahlung von 3.000 Mark. Dies war einer der ersten Jugendtransfers im deutschen Fußball.
- Der Bundesligaprofi und ehemalige U-21-Nationalspieler Andreas Wolf spielte in der Jugend für die SpVgg Ansbach, bevor er zum 1. FC Nürnberg wechselte.

## Erfolge
- Aufstieg in die A-Klasse Mittelfranken 1928
- Aufstieg in die damals viertklassige 2. Amateurliga Bayern 1953
- Aufstieg in die Landesliga Mitte (vierthöchste Spielklasse) 1984/85
- Bayernliga-Meister 2001
- Aufstieg in die Regionalliga Süd 2001
- Aufstieg in die Bayernliga 2007
- Aufstieg in die Bayernliga 2014 (5. Liga)
- Aufstieg in die Regionalliga Bayern 2022 (4. Liga)
- Teilnahme am DFB-Pokal 1980/81, 1985/86, 2008/09

## Stadion
Der mit einer Tribüne ausgestattete SpVgg-Platz an der Sedanstraße, der heutigen Stahlstraße, musste 1939 wegen der Errichtung einer neuen Kugellagerfabrik zwangsgeräumt werden. Daraufhin zog die SpVgg Ansbach zunächst auf die alte Füllgrube bzw. den Platz an der Türkenstraße. Im Jahr 1976 konnte schließlich der noch heute genutzte Sportpark im Westen der Stadt eröffnet werden. Das Stadion bietet Platz für 5000 Zuschauer, darunter 600 unüberdachte und 400 überdachte Sitzplätze. Nachdem es jahrelang PIGROL-Sportpark genannt wurde, heißt das vereinseigene Sportgelände im Rahmen des Verkaufs der Namensrechte seit 1. Juli 2016 offiziell Xaver-Bertsch-Sportpark, nach einem regionalen Fachhändler für Hydraulik, Pneumatik und Industrietechnik.